# وودفيل (ويسكونسن)
وودفيل (بالإنجليزية: Woodville, Wisconsin)‏ هي قرية تقع بمقاطعة سانت كروا في الولايات المتحدة، يقدر عدد سكانها بـ 1,344 نسمة حسب إحصاء سنة 2010، ومساحتها 4.58 كم2، وترتفع عن مستوى سطح البحر ب 348 متر.

## التركيبة السكانية
قام مكتب تعداد الولايات المتحدة بتحديد بيانات التركيبة السكانية لوودفيل في تعداد الولايات المتحدة كما يلي:

### تعداد عام 2000
بلغ عدد سكان وودفيل 1,104 نسمة بحسب تعداد عام 2000، وبلغ عدد الأسر 446 أسرة، وعدد العائلات 288 عائلة مقيمة في القرية. في حين سجلت الكثافة السكانية 870.0 نسمة لكل ميل مربع (335.9/كم2). وبلغ عدد الوحدات السكنية 460 وحدة بمتوسط كثافة قدره 362.5 نسمة لكل ميل مربع (140.0/كم2). يتوزع التركيب العرقي للقرية بنسبة 98.19% من البيض و 0.63% من الأمريكيين ذوي الأصول الآسيوية و 0.72% من عرقين مختلطين أو أكثر.
بلغ عدد الأسر 446 أسرة كانت لنسبة 35.9% منها أطفال تحت سن الثامنة عشر تعيش معهم، وبلغت نسبة الأزواج القاطنين مع بعضهم البعض 50.0% من أصل المجموع الكلي للأسر، ونسبة 8.5% من الأسر كان لديها معيلات من الإناث دون وجود شريك، في حين كانت نسبة 35.4% من السكان ليسوا عائلات. تألفت نسبة 30.9% من أصل جميع الأسر من أفراد ونسبة 15.9% كان يعيش معهم شخص وحيد يبلغ من العمر 65 عاماً فما فوق. وبلغ متوسط حجم الأسرة المعيشية 2.97، أما متوسط حجم العائلات فبلغ 2.37. بلغ العمر الوسطي للسكان 34 عاماً. وكانت نسبة 26.6% من القاطنين تحت سن الثامنة عشر، وكانت نسبة 10.0% بين الثامنة عشر والأربعة والعشرون عاماً، ونسبة 30.8% كانت واقعةً في الفئة العمرية ما بين الخامسة والعشرون ووالأربعة وأربعون عاماً، ونسبة 15.3% كانت ما بين الخامسة والأربعون حتى الرابعة والستون، ونسبة 17.3% كانت ضمن فئة الخامسة والستون عاماً فما فوق. يوجد لكل 100 أنثى 95.1 ذكر، ويوجد لكل 100 أنثى في الثامنة عشر من عمرها فما فوق 91.9 ذكر.
بلغ متوسط دخل الأسرة في القرية 38,828 دولارا، أما متوسط دخل العائلة فبلغ 49,643 دولارا. وكان متوسط دخل الذكور 35,764 دولارا مقابل 25,556 دولار للإناث. وسجل دخل الفرد الخاص بالقرية 20,958 دولار. وكانت نسبة 2.7% من العائلات ونسبة 5.8% من السكان تحت خط الفقر، وكان من هؤلاء نسبة 4.6% تحت سن الثامنة عشر ونسبة 15.8% في الخامسة والستين من العمر وما فوق.

### تعداد عام 2010
بلغ عدد سكان وودفيل 1,344 نسمة بحسب تعداد عام 2010، وبلغ عدد الأسر 525 أسرة وعدد العائلات 334 عائلة مقيمة في القرية. في حين سجلت الكثافة السكانية 759.3 نسمة لكل ميل مربع (293.2/كم2). وبلغ عدد الوحدات السكنية 566 وحدة بمتوسط كثافة قدره 319.8 لكل ميل مربع (123.5/كم2). وتوزع التركيب العرقي للقرية بنسبة 96.1% من البيض و 0.1% من الأمريكيين الأصليين و 0.5% من الأمريكيين ذوي الأصول الآسيوية و 0.1% من الأمريكيين الأفارقة و 2.2% من عرقين مختلطين أو أكثر. بلغ عدد الأسر 525 أسرة كانت نسبة 38.7% منها لديها أطفال تحت سن الثامنة عشر تعيش معهم، وبلغت نسبة الأزواج القاطنين مع بعضهم البعض 45.7% من أصل المجموع الكلي للأسر، ونسبة 11.8% من الأسر كان لديها معيلات من الإناث دون وجود شريك، بينما كانت نسبة 6.1% من الأسر لديها معيلون من الذكور دون وجود شريكة وكانت نسبة 36.4% من غير العائلات. تألفت نسبة 29.5% من أصل جميع الأسر من أفراد ونسبة 10.3% كانوا يعيش معهم شخص وحيد يبلغ من العمر 65 عاماً فما فوق. وبلغ متوسط حجم الأسرة المعيشية 3.05، أما متوسط حجم العائلات فبلغ 2.49. بلغ العمر الوسطي للسكان 34.2 عاماً. وكانت نسبة 28.1% من القاطنين تحت سن الثامنة عشر، وكانت نسبة 7.6% بين الثامنة عشر والأربعة وعشرون عاماً، ونسبة 30.1% كانت واقعةً في الفئة العمرية ما بين الخامسة والعشرون والأربعة وأربعون عاماً، ونسبة 21% كانت ما بين الخامسة والأربعون حتى الرابعة والستون، ونسبة 13.2% كانت ضمن فئة الخامسة والستون عاماً فما فوق. وتوزع التركيب الجنسي للسكان بنسبة 50.3% ذكور و49.7% إناث.